# 小行星7289
小行星7289（7289 Kamegamori）是一颗围绕太阳公转的小行星。1991年5月5日，關勉在藝西天文台发现了此天体。
該小行星以日本四國山地的瓶森命名。
这颗小行星的绝对星等为239.30252等。